# Элвис, Генри Джон
Генри Джон Элвис (англ. Henry John Elwes, 16 мая 1846 — 26 ноября 1922) — британский ботаник, энтомолог и коллекционер.  

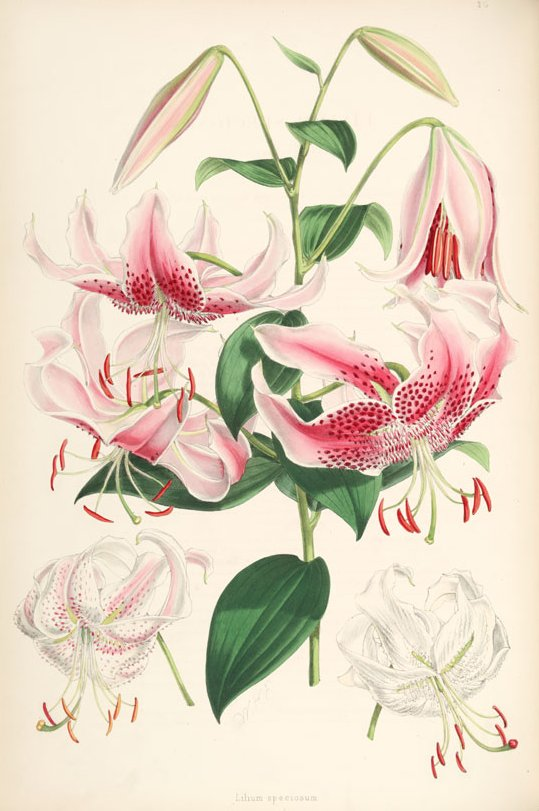
Иллюстрация из фолианта «Monograph of the Genus Lilium», 1877—1880.

## Биография
Генри Джон Элвис родился 16 мая 1846 года.
Он собрал коллекцию из 30 000 экземпляров бабочек, в том числе 11 370 экземпляров бабочек из Палеарктики. Генри Джон Элвис побывал в различных частях мира для изучения птиц, растений и насекомых. В 1880 году он опубликовал великолепный фолиант Monograph of the Genus Lilium. В 1898 году Генри Джон Элвис совершил поездку в Алтайские горы.
Генри Джон Элвис умер 26 ноября 1922 года.

## Научная деятельность
Генри Джон Элвис специализировался на семенных растениях.

## Эпонимы
В честь учёного названы дневная бабочка Oeneis elwesi, Подснежник Элвиса.

## Научные работы
- Monograph of the Genus Lilium, London: Taylor and Francis, 1877—1880[3].
- On the butterflies of Amurlan, North China, and Japan, 1881, LV—LIX: 856—916.
- The Trees of Great Britain & Ireland (совместно с Августином Генри), 1906.
- On the Lepidopteren of the Altai Mountains, pp.  295—367, pl. XI—XIV, 1899.
- Memoirs of Travel, Sport, and Natural History, Edited posthumously by E. G. Hawke. Benn, London, 1930.